# Tokyo Disneyland: Mickey no Cinderella Shiro Mystery Tour
Tokyo Disneyland: Mickey no Cinderella Shiro Mystery Tour (東京ディズニーランド: ミッキーのシンデレラ城ミステリーツアー Tōkyō dizunīrando: Mikkī no shindererashiro misuterītsuā?, "Tokyo Disneyland: El Tour del Castillo Misterioso de Cenicienta de Mickey") es un videojuego de plataformas para Game Boy protagonizado por Mickey Mouse. Fue publicado por Tomy el 22 de diciembre de 1995 exclusivamente en Japón y es una secuela de Mickey no Tokyo Disneyland Daibōken.